# クラスティハンマー
クラスティーハンマー（CRUSTY HAMMER）は、タイトーのコンピューターゲーム『ダライアス外伝』に登場するボスキャラクターで、架空の宇宙戦艦。

## 特徴
シャコモチーフのボスキャラで、ステージ6のP、R、Tゾーンボスとして登場。
カラーはPが緑、Rが白、Tが黄。ダライアス外伝では最難関のボスキャラクターとして有名である。
シャコ特有の補脚をカマにして伸ばしてくる他、シャコの生態特徴の柔軟性のある体を駆使して、腹部を上下に折り曲げて、体を丸めたり、そり返したりする。
脇の方に鰓型の突起があり、ここからホーミングミサイルを撃つ。

## 能力
体の後部節の発光体がレーザー砲台をなっており、これを高速で連射してくる。体を持ち上げ、馬のいななきのようにそり返した時に放たれると、三日月よけでもとても避けづらい。
このレーザーを乱射してくる場合もあり、特に体を丸めた空中浮遊状態時にこの攻撃を放たれると、ブラックホールボンバーを使用しない限り殆ど回避不可能となってしまう事が多い。
体の柔軟性を活かしたレーザー攻撃だけでなく、シャコの特徴の補脚を用いて、自機目がけて振り上げてくる。補脚の基部からはホーミングミサイルとボール弾を撃つ。
Pゾーンでは下方向から、RとTゾーンでは、左方向と真上から自機を狙って体当たり攻撃をかけてくる。耐久力が減ってきた形態となると、丸まったままの空中浮遊状態になるので、そこからレーザー乱射攻撃をされるとボンバー無しでは回避は絶望的になるほど。
耐久力も低くはないために、ウェーブ＋白弾ショットによる撃ちこみがどれだけできるかというのが攻略の正否を分ける。

## 安全策
その攻撃の多彩さと激しさから、ダライアス外伝ボスキャラクターの中では最強クラスとなっている。
普通にゲームクリアを目指すのであれば、Q、S、Uゾーンボスであるデッドリークレッセントと戦った方が安全になっている。
しかし、グレートシングが待ち受けるZ’ゾーンへ行くにはPゾーン突破しかないので、本ボスとの戦いは避けられない事になる。

## 準備稿とエキストラバージョン
『ダライアス外伝』準備稿では1面ボス「TWILIGHT RASCAL」となっていた。変更された理由として、『外伝』と同じくタイトーの作品『メタルブラック』の1面の演出と酷似していたことがあった。
その名残か、エキストラバージョンとして出されたものでは1面ボスとして、Tゾーンのシャコが登場する。耐久力も低いので、旧バージョンの強さとは雲泥の差。

## バイオレントルーラー（VIOLENT RULER）
『ダライアスバースト アナザークロニクル』に登場するダイオウグソクムシ形巨大戦艦。デザインは海老川兼武。本種とは同じ甲殻類であり、似たような攻撃をしてくる等脚目型ボスである。カラーリングはすみれ色。
口からのバーストビームや多くの球形弾に極太レーザーの他、背甲からのレーザー弾と、胴体間接部からのエネルギーソードが武器で、クラスティハンマーのように体を丸めて背部砲塔からエネルギーソードとレーザー弾も撃つ。触角を上下に動かしてビームサーベルとして使う他、体当たり攻撃で猛攻を仕掛けてくる。
甲殻類モチーフのボスでは歴代でも最強クラスで、同型の亜種、ゴールデンルーラー(GOLDEN RULER)、サベージルーラー(SAVAGE RULER)も登場する。
ゴールデンルーラーは文字通り全身が金色に輝く亜種である。背部甲中央部には砲台が露出し、エネルギーソードの長さが約2倍に増幅しており、自機を緩く誘導するミサイル弾を追加で発射するようになった。回転攻撃時には背甲から爆雷を大量にばらまく。
サベージルーラーはこれらを更に強くしたもので、背部甲中央部に破壊可能な(非常に硬い)5本のトゲが特徴。撃ち返し弾を放つ機雷を主武装とし、一気に畳み掛けてくる。さらに、口からの極太レーザーの先端に爆発判定が発生し、遠距離での迎撃を難しくしている。カラーリングは赤色で、『ダライアスバースト クロニクルセイバーズ』では、出現ゾーン途中の背景にも登場する。